# Hougham Without
Hougham Without – civil parish w Anglii, w Kent, w dystrykcie Dover. W 2011 civil parish liczyła 463 mieszkańców.